# سوبر إم
سوبر إم هي فرقة فتيان كورية جنوبية تأسست من قبل شركة إس إم إنترتينمنت ومجموعة كابيتول الموسيقية في 2019.